# Виґода (Ґарволінський повіт)
Виґода (пол. Wygoda) — село в Польщі, у гміні Пілява Ґарволінського повіту Мазовецького воєводства.
Населення — 471 особа (2011).
У 1975-1998 роках село належало до Седлецького воєводства.

## Демографія
Демографічна структура станом на 31 березня 2011 року:
|          | Загалом | Допрацездатний вік | Працездатний вік | Постпрацездатний вік |
| -------- | ------- | ------------------ | ---------------- | -------------------- |
| Чоловіки | 238     | 54                 | 165              | 19                   |
| Жінки    | 233     | 56                 | 139              | 38                   |
| Разом    | 471     | 110                | 304              | 57                   |